# Adam Václavík
Adam Václavík, né le 18 février 1994 à Jilemnice, est un biathlète tchèque.

## Biographie
Après des débuts internationaux effectués en 2012, ses premiers succès majeurs interviennent aux Championnats d'Europe 2014, où il est médaillé d'argent en sprint et médaillé de bronze en poursuite chez les juniors. Son premier départ en Coupe du monde a lieu en janvier 2016 à Ruhpolding. Il marque ses premiers points dans cette compétition un an plus tard au sprint d'Oberhof (17e).
En 2018, il participe aux Jeux olympiques de Pyeongchang, où il est 67e de l'individuel et 73e du sprint. Cet hiver, il ne marque que quelques points dans la Coupe du monde malgré les attentes. Il est le biathlète tchèque le plus rapide sur la piste, mais est souvent en difficulté devant les cibles.
En 2019, il obtient une médaille de bronze en mass-start à l'Universiade de Krasnoyarsk.
En 2020, participant de nouveau aux Championnats du monde, il obtient son meilleur résultat de l'hiver aux Championnats d'Europe à Minsk, où il remporte la médaille d'argent au suoer-sprint, cinq dixièmes de seconde derrière le local Sergey Bocharnikov.
Il fait des études d'éducation physique et d'entraîneur à l'Université Masaryk à Brno.

## Palmarès

### Jeux olympiques
| Épreuve / Édition                | Individuel | Sprint | Poursuite | Départ en masse | Relais | Relais mixte |
| Jeux olympiques 2018 PyeongChang | 67e        | 73e    | -         | -               | -      | -            |

Légende :
- — : non disputée par Vaclavik

### Championnats du monde
| Épreuve / Édition                | Individuel | Sprint | Poursuite | Départ en masse | Relais | Relais mixte |
| Mondiaux 2017 Hochfilzen         | —          | 34e    | 54e       | —               | —      | —            |
| Mondiaux 2020 Antholz-Anterselva |            | 64e    | —         |                 |        | —            |

Légende :
- — : non disputée par Vaclavik

### Coupe du monde
- Meilleur classement général : 68e en 2017.
- Meilleur résultat individuel : 17e.

#### Détail des classements
| Année     | Classement général final | Classement général individuel | Classement général sprint | Classement général poursuite | Classement général mass start |
| 2016-2017 | 68e                      | -                             | 54e                       | 70e                          | -                             |
| 2017-2018 | 91e                      | -                             | -                         | 70e                          | -                             |
| 2019-2020 | 70e                      | -                             | 63e                       | 60e                          | -                             |

### Championnats d'Europe
- Minsk 2020 :
  -  Médaille d'argent du super-sprint.

### Championnats d'Europe junior
- Nové Mêsto na Morave 2014 :
  -  Médaille d'argent du sprint.
  -  Médaille de bronze de la poursuite.

### Universiades
- Krasnoyarsk 2019 :
  -  Médaille de bronze à la mass start.

### IBU Cup
- 1 podium.